# Света Троица (Пенде Врисес)
Вижте пояснителната страница за други значения на Света Троица.
„Света Троица“ (на гръцки: Ιερά Μονή Αγίας Τριάδας) е православен мъжки манастир в лъгадинското село Пенде Врисес (Хаджи махала), Гърция, част от Лъгадинската, Литийска и Рендинска епархия.
Манастирът е разположен на километър североизточно от селото, на 450 m надморска височина в югоизточните поли на Богданската планина (Вертискок). От Солун е отдалечен на 30 km, а от Лъгадина на 12 km. В 1969 година на мястото е основан параклис, посветен на Свети Нектарий. В 1972 година е положен основният камък на католикона „Света Троица“ от митрополит Спиридон Лъгадински. Храмът е осветен на 5 ноември 1994 година от митрополит Спиридон. На 1 юли 1999 година патрирх Вартоломей I Константинополски открива новото крило на манастира, в което функционира Балкански студентски център. Вартоломей също така полага основите на църквата „Свети Йоан Предтеча“. На 11 май 2011 година митрополит Йоан Лъгадински открива в манастира Академия за богословски и философски изследвания „Св. св. Кирил и Методий“. В манастира има копие на смятаната за чудотворна икона на Света Богородица Казанска.